# Courzieu
Courzieu (Corzieu en francoprovençal lyonnais) est une commune française située dans le département du Rhône, en région Auvergne-Rhône-Alpes.

## Géographie

### Localisation
La commune est située sur le tracé de la Via Agrippa (Saintes-Lyon), dite aussi voie d'Aquitaine, à 35 km de Feurs et 35 km du centre de Lyon par le col de Malval (732 mètres).

### Hydrographie
- La rivière Brévenne qui délimite la commune au nord-ouest[2] ;
- Le Rossand, long de 6,7 km[3], affluent de la Brévenne
- La Goutte du Soupat, longue de 3,9 km[4], affluent de la Brévenne et qui fait partie de la liste des zones naturelles d'intérêt écologique, faunistique et floristique du Rhône[5]
- Le Glavaroux, long de 4,9 km[6], affluent de la Brévenne

### Géologie et relief
La commune est classée en zone de sismicité 2, correspondant à une sismicité faible.

### Climat
Pour des articles plus généraux, voir Climat d'Auvergne-Rhône-Alpes et Climat du Rhône.
En 2010, le climat de la commune est de type climat des marges montargnardes, selon une étude du Centre national de la recherche scientifique s'appuyant sur une série de données couvrant la période 1971-2000. En 2020, Météo-France publie une typologie des climats de la France métropolitaine dans laquelle la commune est exposée à un climat de montagne ou de marges de montagne et est dans la région climatique  Nord-est du Massif Central, caractérisée par une pluviométrie annuelle de 800 à 1 200 mm, bien répartie dans l’année. 
Pour la période 1971-2000, la température annuelle moyenne est de 11,4 °C, avec une amplitude thermique annuelle de 17,5 °C. Le cumul annuel moyen de précipitations est de 831 mm, avec 9,6 jours de précipitations en janvier et 6,8 jours en juillet. Pour la période 1991-2020, la température moyenne annuelle observée sur la station météorologique de Météo-France la plus proche, « Brindas », sur la commune de Brindas à 10 km à vol d'oiseau, est de 12,2 °C et le cumul annuel moyen de précipitations est de 717,6 mm,. Pour l'avenir, les paramètres climatiques de la commune estimés pour 2050 selon différents scénarios d'émission de gaz à effet de serre sont consultables sur un site dédié publié par Météo-France en novembre 2022.

## Urbanisme

### Typologie
Au 1er janvier 2024, Courzieu est catégorisée commune rurale à habitat dispersé, selon la nouvelle grille communale de densité à sept niveaux définie par l'Insee en 2022.
Elle est située hors unité urbaine. Par ailleurs la commune fait partie de l'aire d'attraction de Lyon, dont elle est une commune de la couronne,. Cette aire, qui regroupe 397 communes, est catégorisée dans les aires de 700 000 habitants ou plus (hors Paris),.

### Occupation des sols
L'occupation des sols de la commune, telle qu'elle ressort de la base de données européenne d’occupation biophysique des sols Corine Land Cover (CLC), est marquée par l'importance des territoires agricoles (55,9 % en 2018), en diminution par rapport à 1990 (57,2 %). La répartition détaillée en 2018 est la suivante : 
forêts (42,2 %), prairies (36 %), zones agricoles hétérogènes (18,7 %), zones urbanisées (1,8 %), terres arables (1,2 %), mines, décharges et chantiers (0,2 %). L'évolution de l’occupation des sols de la commune et de ses infrastructures peut être observée sur les différentes représentations cartographiques du territoire : la carte de Cassini (XVIIIe siècle), la carte d'état-major (1820-1866) et les cartes ou photos aériennes de l'IGN pour la période actuelle (1950 à aujourd'hui).

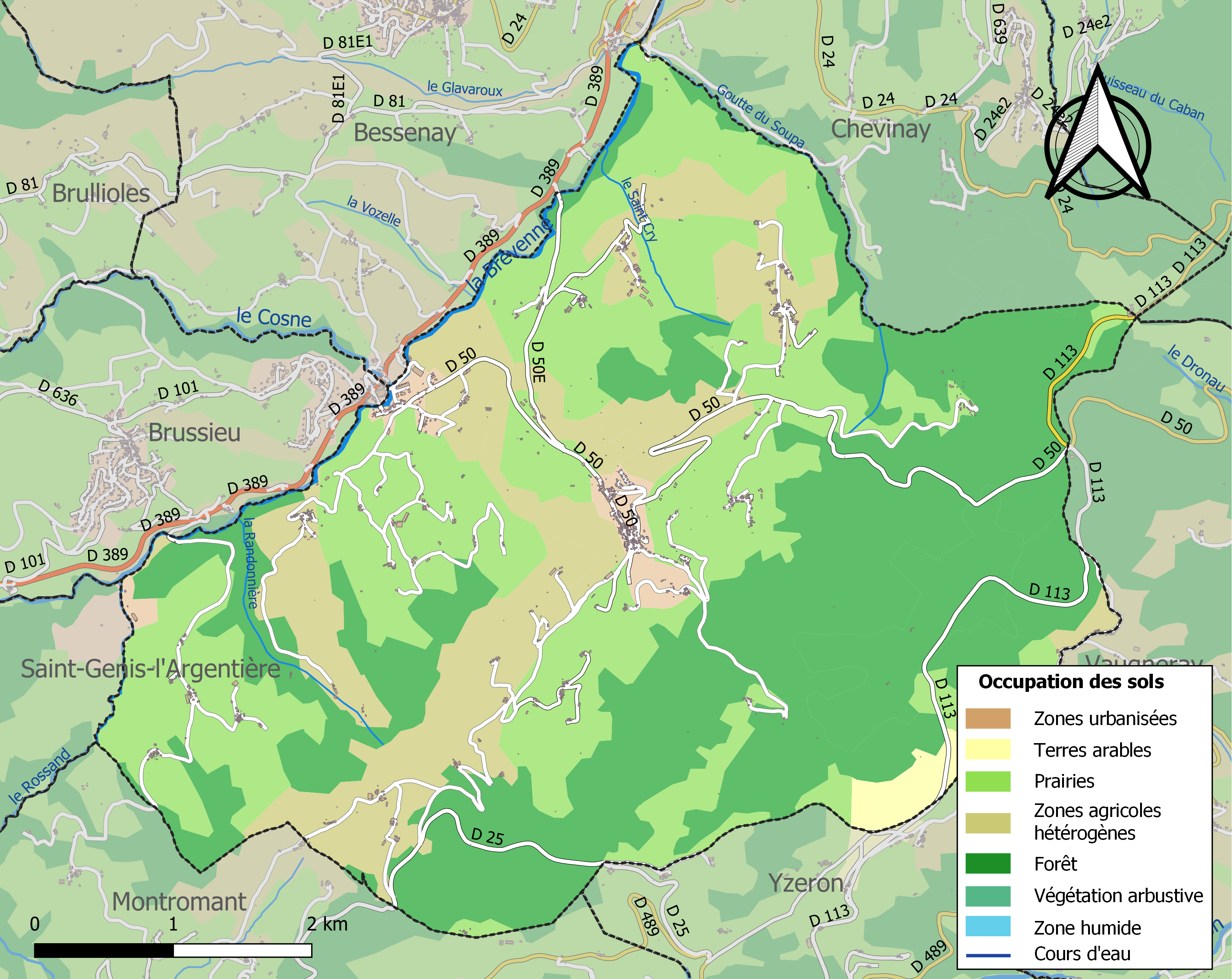
Carte des infrastructures et de l'occupation des sols de la commune en 2018 (CLC).

### Logement
En 2013, le nombre total de logements dans la commune était de 586.
Parmi ces logements, 78,3 % étaient des résidences principales, 7,5 % des résidences secondaires et 14,2 % des logements vacants.
La part des ménages propriétaires de leur résidence principale s’élevait à 71,5 %.

## Toponymie
Le nom de la localité est attesté sous les formes Curisiacus (sans date); Corsiacus (sans date); Corziacus (sans date); Corzeu (sans date).
Il s'agit d'une formation toponymique gauloise ou gallo-romaine en -(i)acum, suffixe gaulois signifiant « lieu de, domaine de » précédé comme dans la plupart des cas d'un anthroponyme. Albert Dauzat qui ne cite pas de formes anciennes rapproche Courzieu des Corcy (par exemple Corcy, Ain, Corsiacum 1095) et Courçay (par exemple, Courçay, Ille-et-Vilaine, Curtiacus) du domaine d'oïl et des Coursac (par exemple Coursac, Dordogne, Corsac XIIIe siècle) du domaine d'oc, dans lesquels il croit reconnaître le nom de personne latin Cŭrtius.
Remarques : la forme citée sans date Curisiacus semble s'opposer à cette explication. -ieu(x) est la forme régulièrement prise par le suffixe -(i)acum en franco-provençal.
Ses habitants sont appelés les Courzerois.

## Histoire

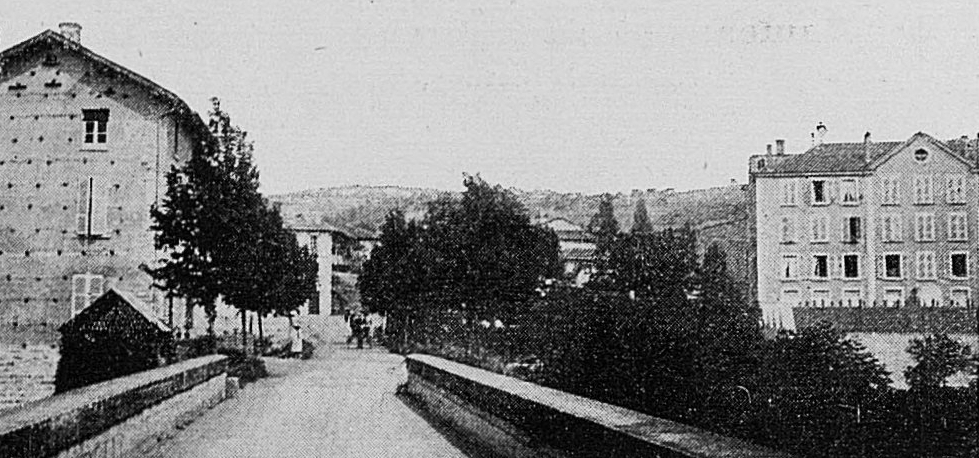
Le hameau de la Giraudière au début du XXe siècle.

Dans une charte datée du 27 août 925, l'archevêque de Lyon Rémy II et le comte Guillaume consentent une donation faite de quatre curtils et vignes ainsi qu'un anniversaire en la fête de Saint-Martin à l'église de Courzieu par le seigneur Andelfred, sa femme Richborge et leur fils Sévère, à l'abbaye de Savigny (Rhône).
Lors de l'entre-deux-guerres, l'ingénieur Joseph Aubert (1876-1941), membre de l'association des anciens élèves de l'École Centrale de Lyon, organisa l'exploitation intensive des carrières de grès de Courzieu, utilisées pour la plupart de la voirie lyonnaise jusqu'à l'apparition du revêtement en bitume. Il fut élu maire du bourg en mai 1935, mandat qu'il conserva jusqu'à sa mort. Pendant cette période, il assura l'électrification du bourg, l'entretien des chemins vicinaux et prépara l'installation de l'eau potable, projet interrompu par la Seconde Guerre mondiale.

## Politique et administration

### Administration municipale
| Période                                  | Période  | Identité               | Étiquette | Qualité |
| ---------------------------------------- | -------- | ---------------------- | --------- | ------- |
| 2001                                     | 2014     | Jean Lardellier        |           |         |
| 2014                                     | en cours | Jean-Bernard Cherblanc |           |         |
| Les données manquantes sont à compléter. |          |                        |           |         |

### Intercommunalité
La commune fait partie de la communauté de communes du Pays de L'Arbresle.

## Population et société

### Démographie
L'évolution du nombre d'habitants est connue à travers les recensements de la population effectués dans la commune depuis 1793. Pour les communes de moins de 10 000 habitants, une enquête de recensement portant sur toute la population est réalisée tous les cinq ans, les populations de référence des années intermédiaires étant quant à elles estimées par interpolation ou extrapolation. Pour la commune, le premier recensement exhaustif entrant dans le cadre du nouveau dispositif a été réalisé en 2008.

En 2022, la commune comptait 1 178 habitants, en évolution de +7,68 % par rapport à 2016 (Rhône : +3,93 %, France hors Mayotte : +2,11 %).
| 1793  | 1800  | 1806  | 1821  | 1831  | 1836  | 1841  | 1846  | 1851  |
| ----- | ----- | ----- | ----- | ----- | ----- | ----- | ----- | ----- |
| 1 455 | 1 591 | 1 541 | 1 500 | 1 624 | 1 634 | 1 604 | 1 610 | 1 698 |

| 1856  | 1861  | 1866  | 1872  | 1876  | 1881  | 1886  | 1891  | 1896  |
| ----- | ----- | ----- | ----- | ----- | ----- | ----- | ----- | ----- |
| 1 659 | 1 667 | 1 585 | 1 627 | 1 674 | 1 645 | 1 591 | 1 556 | 1 535 |

| 1901  | 1906  | 1911  | 1921  | 1926  | 1931  | 1936  | 1946  | 1954 |
| ----- | ----- | ----- | ----- | ----- | ----- | ----- | ----- | ---- |
| 1 387 | 1 322 | 1 262 | 1 050 | 1 154 | 1 094 | 1 020 | 1 012 | 964  |

| 1962 | 1968 | 1975 | 1982 | 1990  | 1999  | 2006  | 2008  | 2013  |
| ---- | ---- | ---- | ---- | ----- | ----- | ----- | ----- | ----- |
| 929  | 864  | 836  | 880  | 1 013 | 1 134 | 1 156 | 1 162 | 1 095 |

| 2018  | 2022  | - | - | - | - | - | - | - |
| ----- | ----- | - | - | - | - | - | - | - |
| 1 142 | 1 178 | - | - | - | - | - | - | - |

## Économie

### Revenus de la population et fiscalité
Le nombre de ménages fiscaux en 2013 était de 467 et la  médiane du revenu disponible par unité de consommation  de 20 080 €.

### Emploi
En 2013, le nombre total d’emploi au lieu de travail était de 232.
Entre 2008 et 2013, la variation de l'emploi total  (taux annuel moyen ) a été de - 1,7 %. En 2013, le taux d’activité de la population âgée de 15 à 64 ans s'élevait à 78,2 % contre un taux de chômage de 7,3 %.

### Entreprises et commerces
En 2015, le nombre d’établissements actifs était de cent six dont trente-trois  dans l’agriculture-sylviculture-pêche, onze  dans l'industrie, seize dans la construction, trente-neuf dans le commerce-transports-services divers et sept étaient relatifs au secteur administratif.
Cette même année, six entreprises ont été créées par des Auto-entrepreneurs.

## Culture locale et patrimoine

### Lieux et monuments
- Oppidum du Châtelard : oppidum occupé de la Tène à la période gallo-romaine. Inscrit à l'inventaire des Monuments historiques depuis 1989[29].
- Parc animalier[30] : il a la vocation de conservation des espèces tout en étant éducatif et ludique. Consacré tout d'abord aux rapaces, on y trouve depuis peu des loups[Quand ?]. Loin du zoo, les visiteurs y trouveront un « spectacle » respectant les animaux, verront des démonstrations des capacités des rapaces. L'enclos des loups peut se visiter. Le parc est accessible par le réseau des transports en commun de Lyon et la ligne 325 des cars départementaux.
- L'église Saint-Didier de Courzieu construite en 1896, en remplacement de l'ancienne église devenue trop petite, sur les ruines de l'ancien château.
- Le clocher de l'église Saint-Didier de Courzieu, abrite un carillon de 12 cloches très actif[31], dont une datant de 1726 classée monument historique[32], le carillon a été restauré et agrandi en 2022 passant de 8 à 12 cloches, 3 de ces nouvelles cloches ont même été fondues sur la place des platanes le 13 mai 2022.
- Un train touristique à voie normale circule à la belle saison entre l’Arbresle et Sainte-Foy-l'Argentière afin de faire redécouvrir d’anciennes locomotives et wagons restaurés par l’association « Chemin de fer touristique de la Brévenne » effectuant un arrêt dans la gare de Courzieu-Brussieu au hameau de la Giraudière.
- L'aqueduc de la Brévenne, l'un des aqueducs qui alimentait Lugdunum se trouve en partie sur la commune.
- Chapelle Notre-Dame-des-Grâces à Pomeyrieux (limite avec Montromant et Brussieu). Elle fut construite en 1943 et bénie le 15 août 1945. Elle abrite une cloche portant l'inscription « Née dans la tourmente de 1943, je sonne l'espoir de la libération française et de la paix ». Un pèlerinage y est organisé tous les ans le premier dimanche d'octobre (mois du rosaire)[33].
- Chapelle Saint-Bonnet (chapelle privée). Elle fait partie du château Saint Bonnet le Froid qui est sur 4 communes (Courzieu, Chevinay, Vaugneray et Pollionnay). Au début du XIIIe siècle, elle abrita les reliques de saint Bonnet de Clermont lors de leur transfert vers Clermont. Tous les ans, pour le 15 août un grand pèlerinage mariale y a lieu[34].
- Chapelle Saint-Clair. Elle est située à la limite avec Yzeron. St Clair y était vénéré pour les problèmes de vision. Un ermite y résidait avant la Révolution. Elle fut détruite pendant cette période et tomba dans l'oubli. Mais grâce à l'effort d'habitants du hameau voisin, elle ressortie de terre en 2015. De cette chapelle, vous pouvez contempler toute l'agglomération lyonnaise et, par beau temps, la chaîne des Alpes[35].

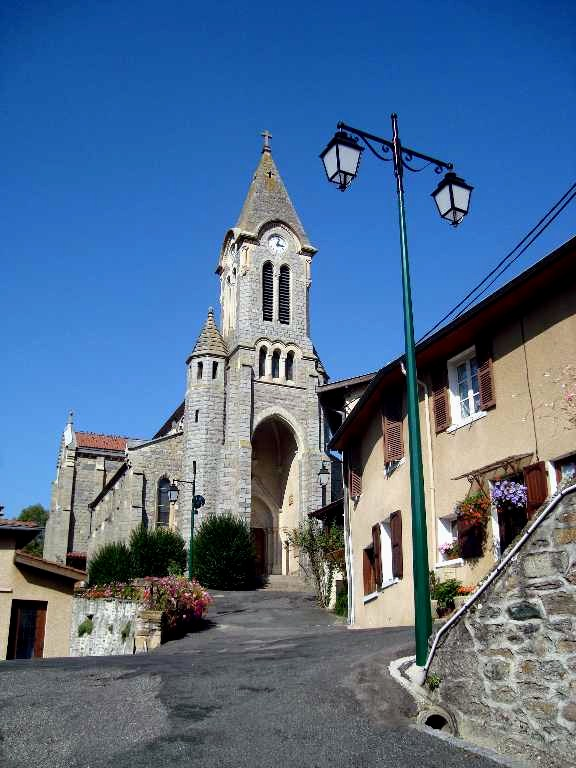
Église Saint-Didier.
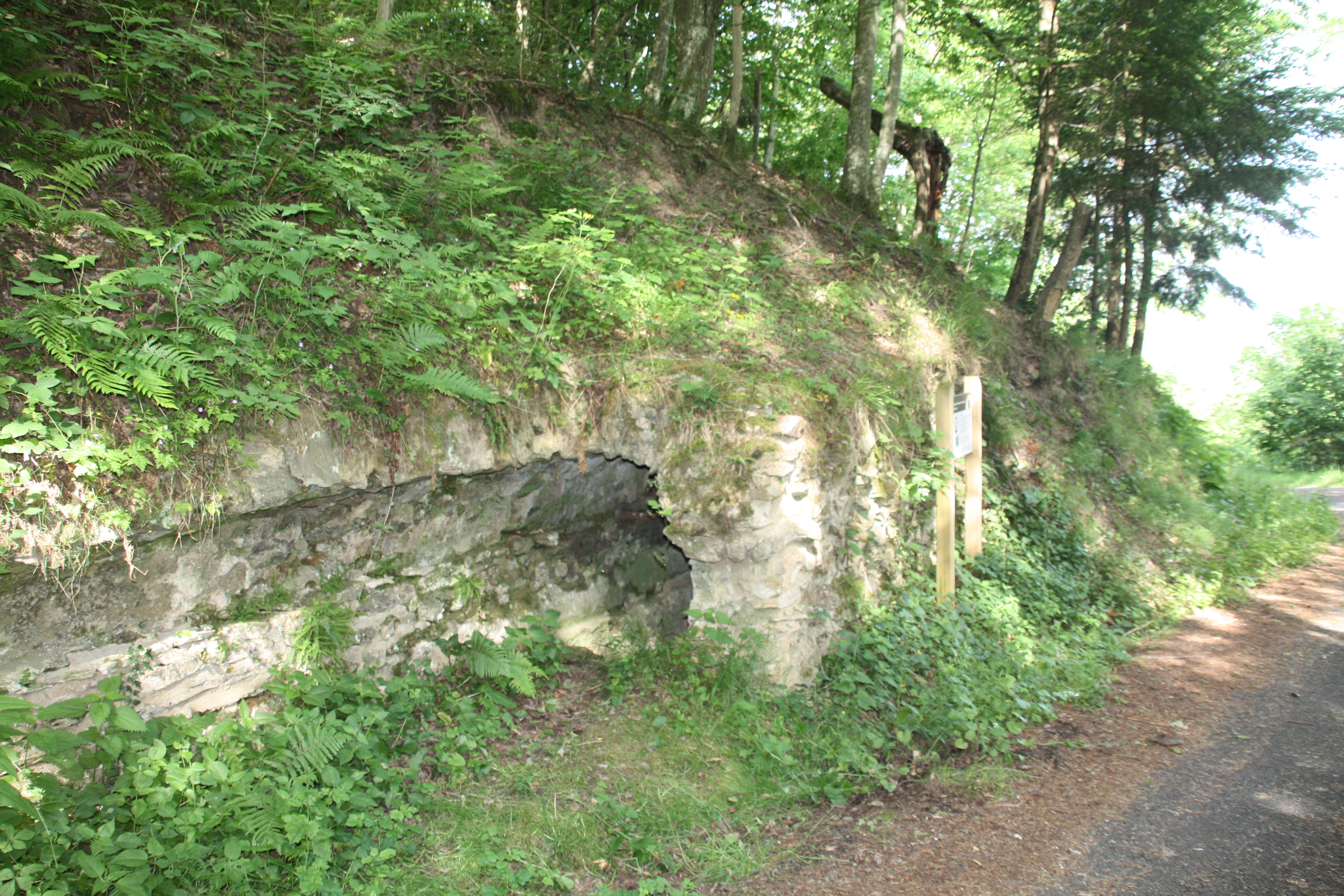
Tronçon de l'aqueduc de la Brévenne.
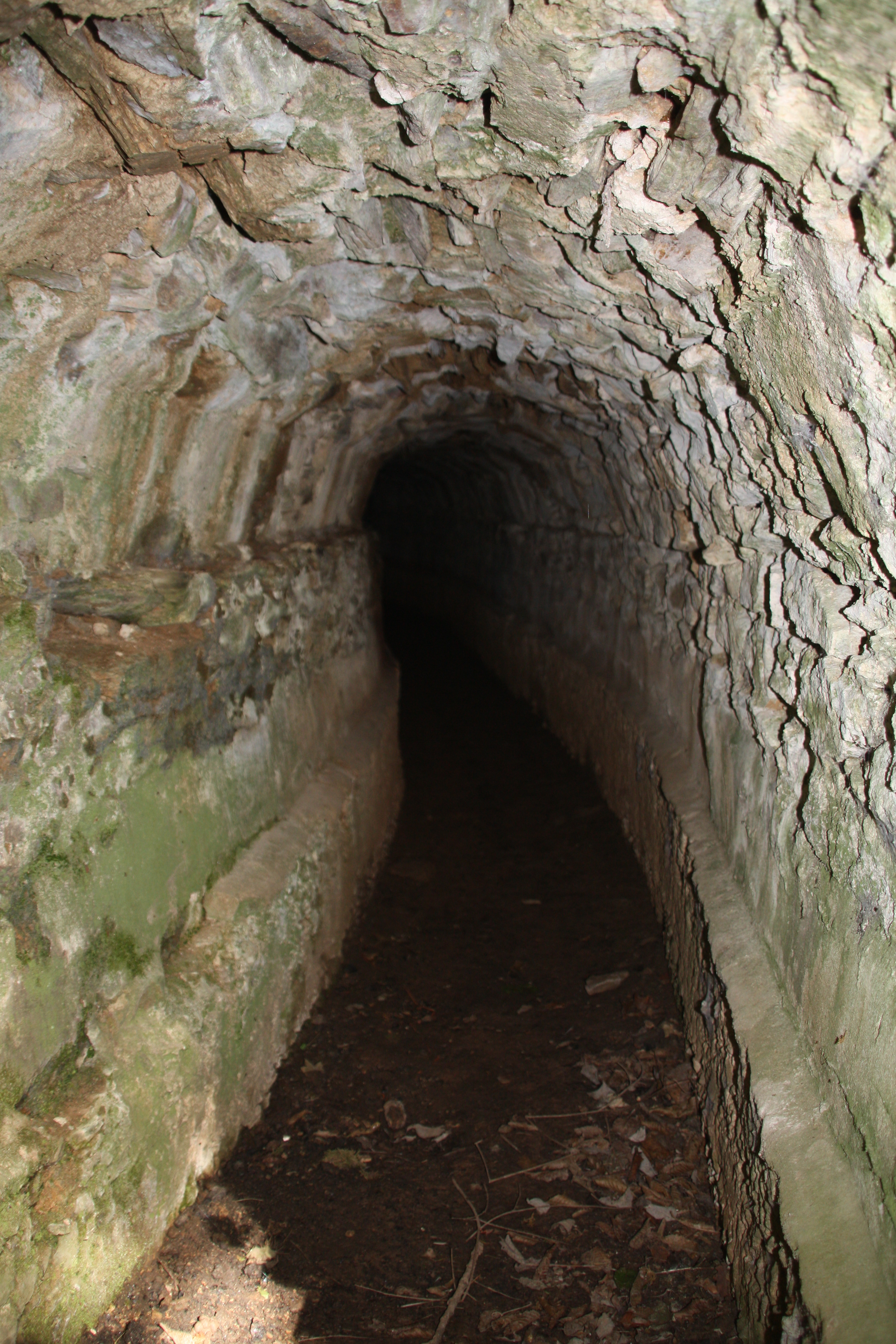
L'aqueduc de la Brévenne.
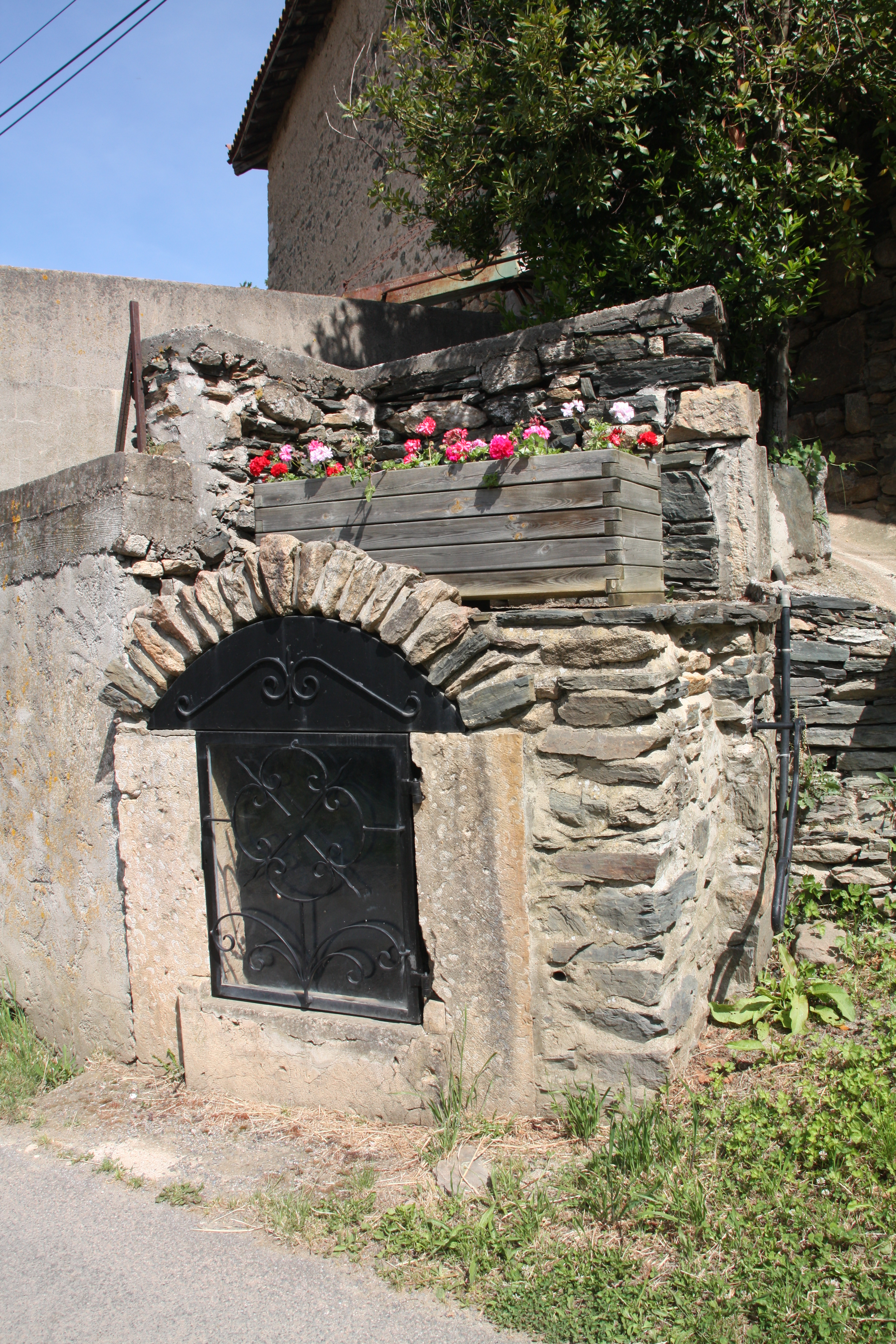
Fontaine au hameau Lafont.
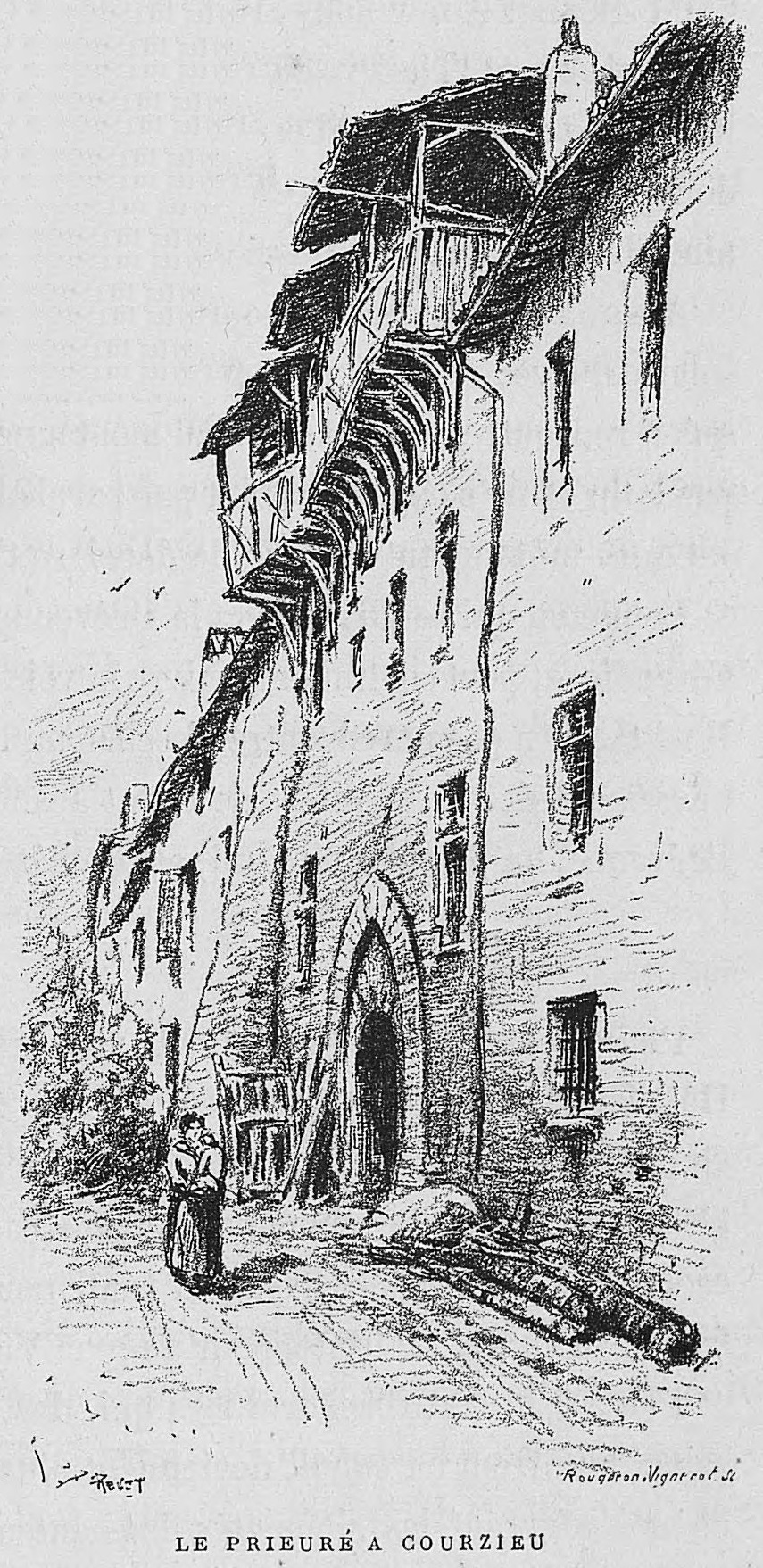
Le prieuré illustré par Joannès Drevet (1854–1940).
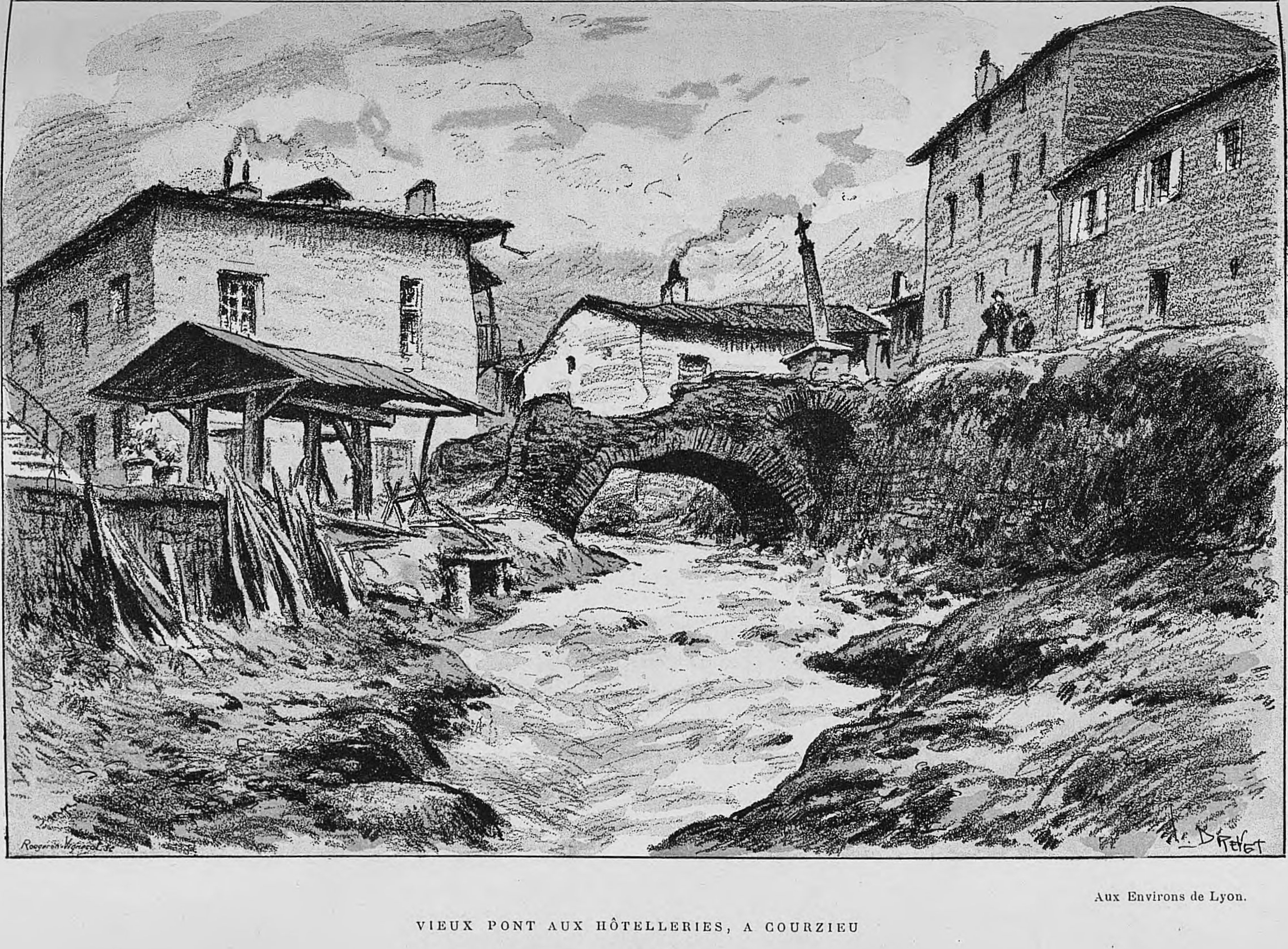
Vieux pont aux Hôtelleries, dessiné par J. Drevet.

### Personnalités liées à la commune
- Le 18 juin 1897, le tueur en série Joseph Vacher assassina puis viola le domestique de ferme Jean-Pierre Laurent, 14 ans.

### Héraldique, logotype et devise
| Blason de Courzieu | Blason  | Parti : au 1er de gueules à deux fasces d'argent, au 2e d'azur au faucon perché et longé d'or. |
| Blason de Courzieu | Détails | Le statut officiel du blason reste à déterminer.                                               |